# Ugriz zmije
Ugriz zmije povreda je izazvana ugrizom otrovnih zmija. Čest znak ugriza otrovne zmije prisustvo je dvije probojne rane od njenih očnjaka.
Ponekad se može javiti ubrizgavanje otrova od ugriza. To može rezultirati crvenilom, oticanjem i jakim bolovima u predjelu rane, što može potrajati i sat vremena. Može doći do povraćanja, zamagljenog vida, peckanja udova i znojenja. Većina ugriza je na šakama, rukama ili nogama. Strah nakon ugriza čest je sa simptomima tahikardije i osjećaja nesvijesti. Otrov može izazvati: krvarenje, zatajenje bubrega, ozbiljnu alergijsku reakciju, smrt tkiva oko ugriza, ili probleme s disanjem. Ugrizi mogu rezultirati gubitkom ekstremiteta ili drugim kroničnim problemima, posebno ako se ne liječe na vrijeme. Ishod ovisi od vrste zmije, području tijela koje je ugrizla, količine ubrizganog otrova i općeg zdravlja ugrizene osobe. Problemi su često teži kod djece nego kod odraslih, zbog manje veličine tijela.
Zmije ugrizaju kao metodu lova i kao sredstvo zaštite. Faktori rizika za ugrize uključuju rad na otvorenom, kao što su poljoprivredne aktivnosti, šumarstvo i građevinarstvo. Zmije koje obično sudjeluju u trovanjima uključuju pripadnike porodice Elapidae (poput kobri i mambi), Viperidae i morske zmije. Većina zmijskih vrsta nema otrov i ubija svoj plijen tako što ga stisne. Otrovne zmije mogu se naći na svim kontinentima, osim na Antarktici. Određivanje vrste zmije koja je izazvala ugriz često nije moguće. Svjetska zdravstvena organizacija navodi, da su ugrizi zmija „zanemareno pitanje javnog zdravlja u mnogim tropskim i suptropskim zemljama”.
Prevencija ugriza zmija može uključivati nošenje zaštitne obuće, izbjegavanje područja u kojima žive zmije i ne rukovanje zmijama. Liječenje dijelom ovisi od vrste zmije. Preporučuje se pranje rana sapunom i vodom i držanje uda nepokretnim. Pokušaj isisavanja otrova i rezanje rana nožem nije preporučljivo. Protuotrov je efikasan u sprečavanju smrti od ujeda; međutim često imaju nuspojave.